# ファイサル・ファジル
ファイサル・ファジル（Fayçal Fajr アラビア語: فيصل فجر、1988年8月1日 - ）は、フランス・ルーアン出身のサッカー選手。モロッコ代表。アル・ワフダ・メッカ所属。ポジションは、ミッドフィールダー。

## 経歴

### SMカーン
2011年7月18日、リーグ・アンのSMカーンと3年契約を結んだ。8月28日のスタッド・レンヌ戦で移籍後初出場。3日後、クープ・ドゥ・ラ・リーグ・スタッド・ブレスト29戦で移籍後初ゴール。

### スペイン時代
2014年6月24日、リーガ・エスパニョーラのエルチェCFに移籍。8月24日のFCバルセロナ戦で移籍後初出場。
2015年8月6日、デポルティーボ・ラ・コルーニャに1年間の契約でレンタル移籍。

### カーン復帰
2018年8月3日、リーグ・アンのSMカーンに復帰した。この年、ファジルはチームの主力として活躍し、5得点を記録したが、クラブはリーグ・ドゥへと降格した。

### ヘタフェCF
2019年8月1日、ヘタフェの復帰が決まった。移籍金は非公表で、2年契約となっている

### アル・ワフダ・メッカ
2022年6月19日、アル・ワフダ・メッカに移籍。

### 代表
フランスで生まれ育ったが、代表はルーツであるモロッコを選択した。2015年11月15日、2018 FIFAワールドカップ・アフリカ予選・赤道ギニア戦で初キャップ。2017年3月24日のブルキナファソとの親善試合で代表初得点をあげた。2018年5月、2018 FIFAワールドカップに参加する代表メンバー23人の一人に選ばれた。

## 代表歴

### 出場大会
- モロッコ代表
  - 2018 FIFAワールドカップ

### 試合数
- 国際Aマッチ 51試合 4得点（2015年-2022年）[13]

| モロッコ代表 | 国際Aマッチ | 国際Aマッチ |
| 年           | 出場        | 得点        |
| ------------ | ----------- | ----------- |
| 2015         | 1           | 0           |
| 2016         | 6           | 0           |
| 2017         | 13          | 2           |
| 2018         | 10          | 1           |
| 2019         | 9           | 0           |
| 2020         | 2           | 0           |
| 2021         | 4           | 0           |
| 2022         | 6           | 1           |
| 通算         | 51          | 4           |